# Daniel Klemme
Daniel Klemme (Lemgo, Rin del Nord-Westfàlia, 29 de desembre de 1991) és un ciclista alemany, professional des del 2013.
Els seus germans Dominic i Dennis també s'han dedicat al ciclisme.

## Palmarès
- 2013
  - Vencedor d'una etapa a la Volta a la Xina II